# Селидівська міська рада
Сели́дівська міська́ ра́да — орган місцевого самоврядування у Донецькій області. Адміністративний центр — місто обласного значення Селидове.

## Загальні відомості
- Територія ради: 108 км²
- Населення ради: 53 687 (станом на 1 лютого 2014 року)

## Адміністративний устрій
Селидівській міськраді підпорядковується 3 міста (2 міські ради), і 5 смт (2 селищні ради).
- м. Селидове
- смт Вишневе
- смт Комишівка
- Гірницька міська рада
  - м. Гірник
- Українська міська рада
  - м. Українськ
- Курахівська селищна рада
  - смт Курахівка
  - смт Гостре
- Цукуринська селищна рада
  - смт Цукурине

## Склад ради
Рада складається з 34 депутатів та голови.
- Голова ради: Ремізов Віктор Володимирович
- Секретар ради: Тарасова Наталія Іванівна

### Керівний склад попередніх скликань
| ПІБ                          | Основні відомості                                                       | Дата обрання | Дата звільнення |
| ---------------------------- | ----------------------------------------------------------------------- | ------------ | --------------- |
| Макій Володимир Миколайович  | Міський голова, 1951 року народження, член Партії регіонів              | 26.03.2006   | 31.10.2010      |
| Ремізов Віктор Володимирович | Міський голова, 1960 року народження, освіта вища, член Партії регіонів | 31.10.2010   | 25.10.2015      |
| Ремізов Віктор Володимирович | Міський голова, 1960 року народження, освіта вища, безпартійний         | 25.10.2015   |                 |

Примітка: таблиця складена за даними сайту Верховної Ради України та ЦВК

### Депутати VII скликання
За результатами місцевих виборів 2015 року депутатами ради стали:

#### За суб'єктами висування
| Суб'єкт висування                                       | Кількість обраних депутатів | %     |
| ------------------------------------------------------- | --------------------------- | ----- |
| Політична партія «Опозиційний блок»                     | 16                          | 47.06 |
| Політична партія «Наш край»                             | 8                           | 23.53 |
| Партія Блок Петра Порошенка «Солідарність»              | 5                           | 14.71 |
| Політична партія Всеукраїнське об'єднання «Батьківщина» | 3                           | 8.82  |
| Радикальна партія Олега Ляшка                           | 2                           | 5.88  |

#### За округами
| № округу                                                | Прізвище, ім'я, по батькові       | Дата нар.  | Освіта              | Партійна приналежність                                        | Відомості |
| ------------------------------------------------------- | --------------------------------- | ---------- | ------------------- | ------------------------------------------------------------- | --- |
| Політична Партія «Опозиційний блок»                     |                                   |            |                     |                                                               | |
| пк                                                      | Коломієць Зоя Григорівна          | 09.07.1949 | вища                | безпартійна                                                   | пенсіонерка |
| 16                                                      | Швець Михайло Степанович          | 20.08.1960 | професійно-технічна | безпартійний                                                  | Швидка допомога, водій |
| 7                                                       | Тарасова Наталія Іванівна         | 24.05.1961 | вища                | безпартійна                                                   | Селидівська міська рада, секретар ради                                                                                    |
| 20                                                      | Соломка Анатолій Григорович       | 30.07.1959 | вища                | безпартійний                                                  | Будинок культури м. Гірник, директор                                                                                      |
| 21                                                      | Косенок Олександр Михайлович      | 01.05.1962 | вища                | безпартійний                                                  | Адвокатська контора № 1, голова правління                                                                                 |
| 22                                                      | Тюпіна Людмила Іванівна           | 04.10.1948 | загальна середня    | безпартійна                                                   | Підприємець |
| 25                                                      | Мірумян Артур Григорович          | 06.08.1963 | вища                | безпартійний                                                  | ВП шахта «Україна», директор                                                                                              |
| 8                                                       | Подоляка Вадим Миколайович        | 04.10.1975 | вища                | безпартійний                                                  | Приватний підприємець |
| 15                                                      | Резніченко Лідія Василівна        | 03.08.1951 | вища                | безпартійна                                                   | Селидівський професійно-технічний ліцей, директор                                                                         |
| 24                                                      | Головач Валентина Володимирівна   | 24.10.1954 | вища                | безпартійна                                                   | Гірницька міська рада, заступник міського голови                                                                          |
| 13                                                      | Львова Тамара Григорівна          | 20.07.1954 | вища                | безпартійна                                                   | Селидівська центральна міська лікарня, лікар                                                                              |
| 34                                                      | Голубенко Микола Іванович         | 30.11.1955 | вища                | безпартійний                                                  | Бюро технічної інвентаризації м. Селидове, начальник                                                                      |
| 10                                                      | Шевченко Олександр Миколайович    | 06.04.1955 | вища                | безпартійний                                                  | пенсіонер |
| 6                                                       | Сєднєва Ганна Артемівна           | 05.09.1946 | вища                | безпартійна                                                   | пенсіонерка |
| 29                                                      | Канашевич Олександр Олександрович | 16.02.1971 | вища                | безпартійний                                                  | Центральна збагачувальна фабрика «Україна», виконує обов'язки генерального директора                                      |
| 30                                                      | Малецька Ольга Іванівна           | 12.04.1963 | вища                | безпартійна                                                   | ЦЗФ «Україна», головний бухгалтер                                                                                         |
| Політична партія «Наш край»                             |                                   |            |                     |                                                               | |
| пк                                                      | Поречна Ніна Василівна            | 30.09.1951 | вища                | безпартійна                                                   | Селидівська центральна міська лікарня, головний лікар                                                                     |
| 18                                                      | Чут Василь Миколайович            | 09.02.1958 | вища                | безпартійний                                                  | ДЛШ, ведучий гірничий інженер                                                                                             |
| 32                                                      | Дьяченко Ольга Анатоліївна        | 04.08.1977 | вища                | безпартійна                                                   | Загально освітня школа № 22, викладач                                                                                     |
| 33                                                      | Тупчій Олександр Віталійович      | 31.05.1962 | вища                | безпартійний                                                  | Курахівський туб. санаторій, лікар                                                                                        |
| 23                                                      | Уварова Олена Іванівна            | 29.03.1967 | вища                | безпартійна                                                   | Загально освітня школа № 18, директор                                                                                     |
| 4                                                       | Панченко Наталія Олександрівна    | 09.02.1961 | вища                | безпартійна                                                   | Управління Пенсійного фонду України в м. Селидове, начальник                                                              |
| 1                                                       | Шведченко Тамара Миколаївна       | 31.12.1958 | вища                | безпартійна                                                   | Загально освітня школа № 1 м. Селидове, директор                                                                          |
| 22                                                      | Закревський Василь Миколайович    | 10.04.1954 | вища                | безпартійний                                                  | Гірницьке ПТУ, директор                                                                                                   |
| ПАРТІЯ "БЛОК ПЕТРА ПОРОШЕНКА «СОЛІДАРНІСТЬ»             |                                   |            |                     |                                                               | |
| пк                                                      | Корніенко Олександр Анатолійович  | 19.12.1966 | вища                | член ПАРТІЇ "БЛОК ПЕТРА ПОРОШЕНКА «СОЛІДАРНІСТЬ»              | Публічне Акціонерне Товариств"Шахтоуправління «Покровське», механік дільниці «Когенераційна газопоршньова електростанція» |
| 17                                                      | Панков Микола Михайлович          | 25.01.1957 | вища                | безпартійний                                                  | Камишівський психоневрологічний інтернат, директор                                                                        |
| 24                                                      | Ліпінська Тетяна Миколаївна       | 05.11.1969 | вища                | безпартійна                                                   | Селидівський навчальний центр № 82, головний бухгалтер                                                                    |
| 9                                                       | Грицак Віталій Вікторович         | 16.03.1977 | вища                | безпартійний                                                  | Товариство з обмеженою відповідальністю «Антарес», системний адміністратор                                                |
| 2                                                       | Ясиновський Андрій Сергійович     | 24.05.1983 | вища                | безпартійний                                                  | Рота охорони Красноармійсько-Селидівського об'єднаного міськвійськкомату, військовослужбовець                             |
| політична партія Всеукраїнське об'єднання «Батьківщина» |                                   |            |                     |                                                               | |
| пк                                                      | Хроменко Ольга Анатоліївна        | 21.08.1960 | вища                | член політичної партії Всеукраїнське об'єднання «Батьківщина» | пенсіонер |
| 27                                                      | Сиухіна Ірина Миколаївна          | 26.12.1974 | вища                | безпартійна                                                   | Селидівський територіальний центр, соцпрацівник                                                                           |
| 11                                                      | Расаднікова Наталія Володимирівна | 07.04.1966 | вища                | член політичної партії Всеукраїнське об'єднання «Батьківщина» | Державне підприємство «Селидіввугілля», заступник головного бухгалтера                                                    |
| Радикальна партія Олега Ляшка                           |                                   |            |                     |                                                               | |
| пк                                                      | Дзябко Сергій Анатолійович        | 02.04.1979 | професійно-технічна | безпартійний                                                  | Фізична особа-підприємець                                                                                                 |
| 18                                                      | Шемчук Лариса Анатоліївна         | 21.01.1960 | вища                | член Радикальної партії Олега Ляшка                           | Гірницьке професійно технічне училище, викладач                                                                           |

### Депутати VI скликання
За результатами місцевих виборів 2010 року депутатами ради стали:

#### За суб'єктами висування
| Суб'єкт висування                 | Кількість обраних депутатів | %    |
| --------------------------------- | --------------------------- | ---- |
| Партія регіонів                   | 25                          | 69,4 |
| Комуністична партія України       | 4                           | 11,1 |
| Партія «Справедливість»           | 3                           | 8,3  |
| Єдиний Центр                      | 2                           | 5,6  |
| Політична партія «Сильна Україна» | 1                           | 2,8  |
| Політична партія «Фронт Змін»     | 1                           | 2,8  |

#### За округами
| № округу                          | Прізвище, ім'я, по батькові       | Дата визнання обраним | Освіта         | Партійна приналежність                  | Відомості про обраного депутата                                             |
| --------------------------------- | --------------------------------- | --------------------- | -------------- | --------------------------------------- | --------------------------------------------------------------------------- |
| Єдиний Центр                      |                                   |                       |                |                                         |                                                                             |
| б/м                               | Глущенко Володимир Іванович       | 03.11.2010            | Освіта вища    | позапартійний                           | Селидівська міська рада, начальник відділу                                  |
| б/м                               | Кійко Наталія Василівна           | 03.11.2010            | Освіта вища    | член Єдиного Центру                     | Палац дитячої та юнацької творчості м. Гірник, директор                     |
| Комуністична партія України       |                                   |                       |                |                                         |                                                                             |
| б/м                               | Калініна Світлана Петрівна        | 03.11.2010            | Освіта вища    | член Комуністичної партії України       | пенсіонер                                                                   |
| б/м                               | Косенок Олександр Михайлович      | 03.11.2010            | Освіта вища    | член Комуністичної партії України       | АТ «Адвокатська контора № 1», голова                                        |
| б/м                               | Клімова Людмила Андріївна         | 03.11.2010            | Освіта вища    | член Комуністичної партії України       | КП «Комунсервіс», майстер                                                   |
| б/м                               | Кузнєцова Тетяна Анатоліївна      | 03.11.2010            | Освіта середня | член Комуністичної партії України       | ВП «Стандарт» ДП «Селидіввугілля», пробовідбірник                           |
| Партія регіонів                   |                                   |                       |                |                                         |                                                                             |
| б/м                               | Поречна Ніна Василівна            | 03.11.2010            | Освіта вища    | член Партії регіонів                    | Селидівська міська лікарня, головний лікар                                  |
| б/м                               | Охомуш Іван Лазарович             | 03.11.2010            | Освіта вища    | член Партії регіонів                    | Селидівський відділ освіти, керівник                                        |
| б/м                               | Сєднєва Ганна Артемівна           | 03.11.2010            | Освіта вища    | член Партії регіонів                    | пенсіонер                                                                   |
| б/м                               | Коломієць Зоя Григорівна          | 03.11.2010            | Освіта вища    | член Партії регіонів                    | пенсіонер                                                                   |
| б/м                               | Кельменсон Володимир Юхимович     | 03.11.2010            | Освіта вища    | член Партії регіонів                    | ВАТ «Укркотлосервіс», генеральний директор                                  |
| б/м                               | Дікарев Олександр Павлович        | 03.11.2010            | Освіта вища    | член Партії регіонів                    | приватний підприємець                                                       |
| б/м                               | Дімальтінов Рафік Мінахматович    | 03.11.2010            | Освіта вища    | член Партії регіонів                    | Публічне акціонерне товариство «Покровське», гірничий робітник              |
| б/м                               | Шевченко Олександр Олександрович  | 03.11.2010            | Освіта вища    | член Партії регіонів                    | пенсіонер                                                                   |
| б/м                               | Шевченко Володимир Іванович       | 03.11.2010            | Освіта середня | член Партії регіонів                    | Селидівські районні електромережі, керівник                                 |
| б/м                               | Голубенко Микола Іванович         | 03.11.2010            | Освіта вища    | член Партії регіонів                    | пенсіонер                                                                   |
| б/м                               | Трифонов Дмитро Леонідович        | 03.11.2010            | Освіта вища    | член Партії регіонів                    | ВАТ «Селидівський хлібозавод», виконувач обов'язків голови правління        |
| 1                                 | Шведченко Тамара Миколаївна       | 03.11.2010            | Освіта вища    | член Партії регіонів                    | Селидівська загальноосвітня школа № 1, директор                             |
| 4                                 | Тарасова Наталія Іванівна         | 03.11.2010            | Освіта вища    | член Партії регіонів                    | Селидівська міська рада, секретар                                           |
| 7                                 | Юрченко Людмила Вікторівна        | 03.11.2010            | Освіта вища    | член Партії регіонів                    | пенсіонер                                                                   |
| 8                                 | Львова Тамара Григорівна          | 03.11.2010            | Освіта вища    | член Партії регіонів                    | Селидівська міська лікарня, лікар                                           |
| 9                                 | Петрик Петро Іванович             | 03.11.2010            | Освіта вища    | член Партії регіонів                    | Селидівська загальноосвітня школа № 6, директор                             |
| 10                                | Зорін Олександр Олексійович       | 03.11.2010            | Освіта вища    | член Партії регіонів                    | ВП "Шахта Курахівська"ДП «Селидіввугілля», директор                         |
| 11                                | Бова Валентина Сергіївна          | 03.11.2010            | Освіта вища    | член Партії регіонів                    | Гірницька міська лікарня, головний лікар                                    |
| 12                                | Ковальов Віктор Васильович        | 03.11.2010            | Освіта вища    | член Партії регіонів                    | ВП "Шахта Курахівська"ДП «Селидіввугілля», голова профспілкової організації |
| 13                                | Мизинець Зосім Михайлович         | 03.11.2010            | Освіта вища    | член Партії регіонів                    | ВП "Шахта Україна"ДП «Селидіввугілля», головний механік                     |
| 14                                | Демидова Лідія Миколаївна         | 03.11.2010            | Освіта вища    | член Партії регіонів                    | ЦЗФ «Україна», оператор центр. пульту                                       |
| 15                                | Рудницький Олександр Анатолійович | 03.11.2010            | Освіта вища    | член Партії регіонів                    | ВП "Шахта Україна"ДП «Селидіввугілля», директор                             |
| 16                                | Сосенкова Ганна Іванівна          | 03.11.2010            | Освіта вища    | член Партії регіонів                    | ВП "Шахта Курахівська"ДП «Селидіввугілля», інженер                          |
| 17                                | Каюда Олександр Кузьмич           | 03.11.2010            | Освіта вища    | член Партії регіонів                    | пенсіонер                                                                   |
| 18                                | Ярош Олександр Григорович         | 03.11.2010            | Освіта вища    | член Партії регіонів                    | Селидівська загальноосвітня школа № 26, директор                            |
| Партія «Справедливість»           |                                   |                       |                |                                         |                                                                             |
| 2                                 | Макій Олександр Миколайович       | 03.11.2010            | Освіта вища    | член Партії «Справедливість»            | Селидівська міська лікарня, лікар                                           |
| 5                                 | Подоляка Вадим Миколайович        | 03.11.2010            | Освіта середня | член Партії «Справедливість»            | Магазин з продажу мобільних телефонів, директор                             |
| 6                                 | Блажевич Дмитро Володимирович     | 03.11.2010            | Освіта вища    | член Партії «Справедливість»            | Магазин побутової техніки, директор                                         |
| Політична партія «Сильна Україна» |                                   |                       |                |                                         |                                                                             |
| б/м                               | Гаврилова Юлія Петрівна           | 03.11.2010            | Освіта вища    | член Політичної партії «Сильна Україна» | Страхова компанія «Український Страховий Дім», начальник відділу            |
| Політична партія «Фронт Змін»     |                                   |                       |                |                                         |                                                                             |
| 3                                 | Панков Микола Михайлович          | 03.11.2010            | Освіта вища    | член Політичної партії «Фронт Змін»     | психоневрологічний інтернат, директор                                       |

## Населення
За даними перепису 2001 року населення Селидівської міської ради становило 62819 осіб, із них 26,03 % зазначили рідною мову українську, 72,98 %— російську, 0,15 %— вірменську, 0,12 %— білоруську, 0,03 %— молдовську, 0,01 %— польську, німецьку, циганську та грецьку, а також угорську мови